# Skidtunnel
En skidtunnel är en tunnel avsedd att åka skidor i, och för detta ändamål hållen i låg temperatur och med snöbeklätt underlag. Skidtunnlar möjliggör skidåkning året runt. Skidtunnlar har förespråkats för att skidsporten skall kunna bemöta den globala uppvärmningen.

## Skidtunnlar

### Finland
I Finland finns sex stycken skidtunnlar, världens första skidtunnel öppnades i Vuokatti år 1997. Andra skidtunnlar finns i Stensböle i Helsingfors, Jämijärvi, Leppävirta, Pemar och Nystad.

### Sverige
I Sverige finns tre skidtunnlar. En finns i Torsby och heter Torsby Skidtunnel & Sportcenter, och invigdes den 16 juni 2006. En skidtunnel finns i Kviberg i Göteborg och den invigdes 2015. En finns i Gällö i Jämtland, kallad MidSweden365, och den invigdes 2017.

### Tyskland
I Oberhof, Thüringen, invigs i augusti 2009 Tysklands första skidtunnel.